# Gérard Janvion
Gérard Janvion, né le 21 août 1953 à Fort-de-France (Martinique), est un footballeur français qui a joué aux postes d'arrière latéral, stoppeur et milieu défensif. Il était surnommé « le Cerbère ».

## Biographie
C'est comme attaquant que Gérard Janvion entame sa carrière à l'AS Saint-Étienne. Sa vitesse de course encourage Robert Herbin à en faire un arrière latéral droit dès 1975. C'est à ce poste qu'il connaît la gloire, prenant la place d'Alain Merchadier ou Pierre Repellini les deux spécialistes du poste à l'époque.
Il est ensuite sélectionné en équipe de France, avant d'être barré par Patrick Battiston. Ce même joueur lui prend sa place à Saint-Étienne en 1980, Janvion se retrouvant dès lors arrière gauche. Polyvalent, c'est au poste de stoppeur qu'on le retrouve lors de la Coupe du monde 1982, à l'initiative de Michel Hidalgo. Associé au libero Marius Trésor, il fait merveille. Les Bleus vont atteindre les demi-finales, lors de la fameuse rencontre de Séville contre la RFA. On le voit aussi parfois en milieu de terrain défensif, comme lors de la finale de la Coupe de France contre Reims en 1977.
En 1983, il quitte les Verts en plein marasme, pour rejoindre le Paris Saint-Germain, avant de partir terminer sa carrière à l'AS Béziers. Un temps entraîneur à la Martinique, il a depuis coupé les ponts avec le football.
Dans la série télévisée H, le personnage d’Aymé Césaire fait souvent référence à Gerard Janvion. 

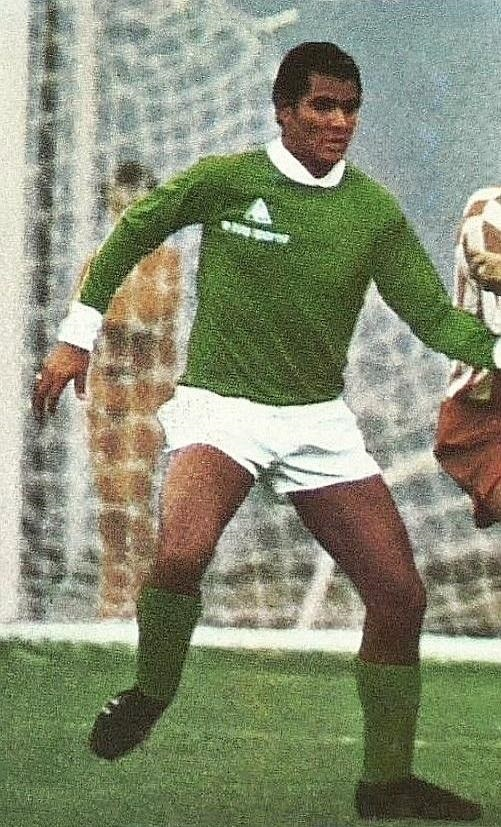
Gérard Janvion en 1972;
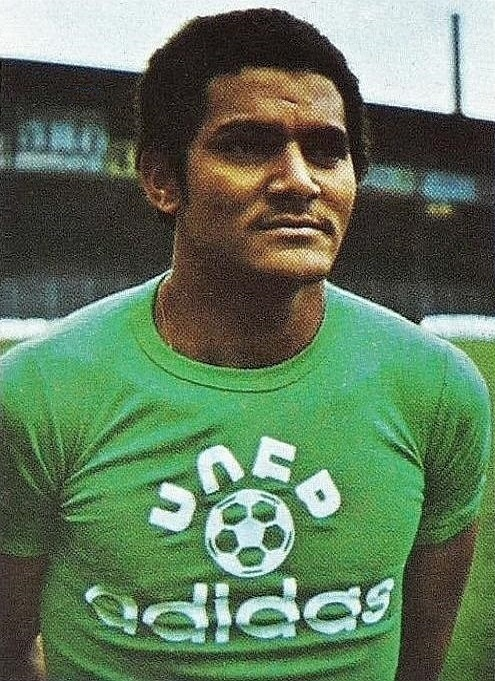
Gérard Janvion en 1974.

## Carrière

### Joueur
- avant 1972 :  CS Case-Pilote
- 1972-1983 :  AS Saint-Étienne
- 1983-1985 :  Paris SG
- 1985-1986 :  Béziers

### Entraîneur
- Sainte-Suzanne (DH Réunion)
- L'Assaut de Saint-Pierre (DH Martinique)
- CS Case-Pilote (DH Martinique)
- Club Péléen du Morne-Rouge (DH Martinique)
- Entraîneur adjoint de la sélection de Martinique

## Palmarès

### En club
- Champion de France en 1974, en 1975, en 1976 et en 1981 avec l'ASSE
- Vainqueur de la Coupe de France en 1974, 1975 et en 1977 avec l'ASSE
- Finaliste de la Coupe d'Europe des Clubs Champions en 1976 avec l'ASSE
- Vice-champion de France en 1982 avec l'ASSE
- Finaliste de la Coupe de France en 1981 et en 1982 avec l'ASSE

### En équipe de France
- 40 sélections entre 1975 et 1982[1]
- Participation à la Coupe du Monde en 1978 (Premier Tour) et en 1982 (4e)